# Lisciano Niccone
Lisciano Niccone är en ort och kommun i provinsen Perugia i regionen Umbrien i Italien. Kommunen hade 602 invånare (2018).